# Кимпія (Селаж)
Кимпія (рум. Câmpia) — село у повіті Селаж в Румунії. Входить до складу комуни Бокша.
Село розташоване на відстані 405 км на північний захід від Бухареста, 19 км на північний захід від Залеу, 80 км на північний захід від Клуж-Напоки.

## Населення
За даними перепису населення 2002 року у селі проживали 269 осіб. Рідною мовою 266 осіб (98,9%) назвали румунську.
Національний склад населення села:
| Національність | Кількість осіб | Відсоток |
| -------------- | -------------- | -------- |
| румуни         | 257            | 95,5%    |
| цигани         | 9              | 3,3%     |